# Túnel Helsinki-Tallin
El Túnel Helsinki-Tallin (en finés: Helsinki–Tallinna-rautatietunneli; en estonio: Tallinna ja Helsingi vaheline tunnel) es un túnel submarino propuesto que atravesaría el Golfo de Finlandia y conectaría las capitales de Finlandia y Estonia, cerca de Rusia.
La longitud del túnel dependerá de la ruta seguida. La distancia más corta a través del mar tendría una longitud submarina de 50 km, por lo que sería el túnel submarino más largo del mundo. El proyecto en gran medida está siendo empujado hacia adelante por los alcaldes de Tallin y Helsinki, Edgar Savisaar y Jussi Pajunen respectivamente.